# Full Circle (album de Pennywise)
Pour les articles homonymes, voir Full Circle.
Albums de Pennywise
About Time Straight Ahead
Full Circle est le cinquième album studio du groupe de punk rock américain Pennywise. C'est le premier sur lequel joue Randy Bradbury, qui remplace Jason Thirsk, suicidé en 1996. D'ailleurs, cet album, sorti le 22 avril 1997, lui est dédié.

## Composition du groupe
- Jim Lindberg : chant
- Fletcher Dragge : guitare
- Randy Bradbury : basse
- Byron McMackin : batterie

## Liste des chansons de l'album
1. Fight Till You Die - 2:23
2. Date With Destiny - 2:55
3. Get A Life - 2:56
4. Society - 3:24
5. Final Day - 3:11
6. Broken - 2:46
7. Running Out Of Time - 2:21
8. You'll Never Make It - 2:35
9. Every Time - 3:37
10. Nowhere Fast - 2:56
11. What If I? - 2:55
12. Go Away! - 1:50
13. Did You Really? - 2:51
14. Bro Hymn Tribute (morceau-hommage à Jason Thirsk par le Bro Hymn Choir, sorte de fan-club de Pennywise, avec Justin Thirsk (frère de Jason) à la batterie) - 5:09

Après un blanc de 5:02, apparaît un morceau caché : une version instrumentale, entièrement interprétée au piano par Fletcher Dragge, d'Unknown Road - 13:43 ; encore un hommage à Jason Thirsk.